# Ciad ai Giochi della XXXI Olimpiade
Il Ciad ha partecipato ai Giochi della XXXI Olimpiade di Rio de Janeiro, che si sono svolti dal 5 al 21 agosto 2016, con una delegazione di due atleti impegnati nell'atletica leggera. Portabandiera alla cerimonia di apertura è stata la mezzofondista Bibiro Ali Taher.

## Atletica
Maschile
Eventi su pista e strada
| Atleta         | Evento      | Batteria  | Batteria  | Semifinale      | Semifinale      | Finale          | Finale          |
| Atleta         | Evento      | Risultato | Posizione | Risultato       | Posizione       | Risultato       | Posizione       |
| -------------- | ----------- | --------- | --------- | --------------- | --------------- | --------------- | --------------- |
| Bachir Mahamat | 400 m piani | 48.59     | 7         | non qualificato | non qualificato | non qualificato | non qualificato |

Femminile
Eventi su pista e strada
| Atleta           | Evento | Batteria  | Batteria  | Semifinale | Semifinale | Finale          | Finale          |
| Atleta           | Evento | Risultato | Posizione | Risultato  | Posizione  | Risultato       | Posizione       |
| ---------------- | ------ | --------- | --------- | ---------- | ---------- | --------------- | --------------- |
| Bibiro Ali Taher | 5000 m | DNF       | DNF       | N.D.       | N.D.       | non qualificata | non qualificata |